# Donateur
Pour les articles homonymes, voir Donation.

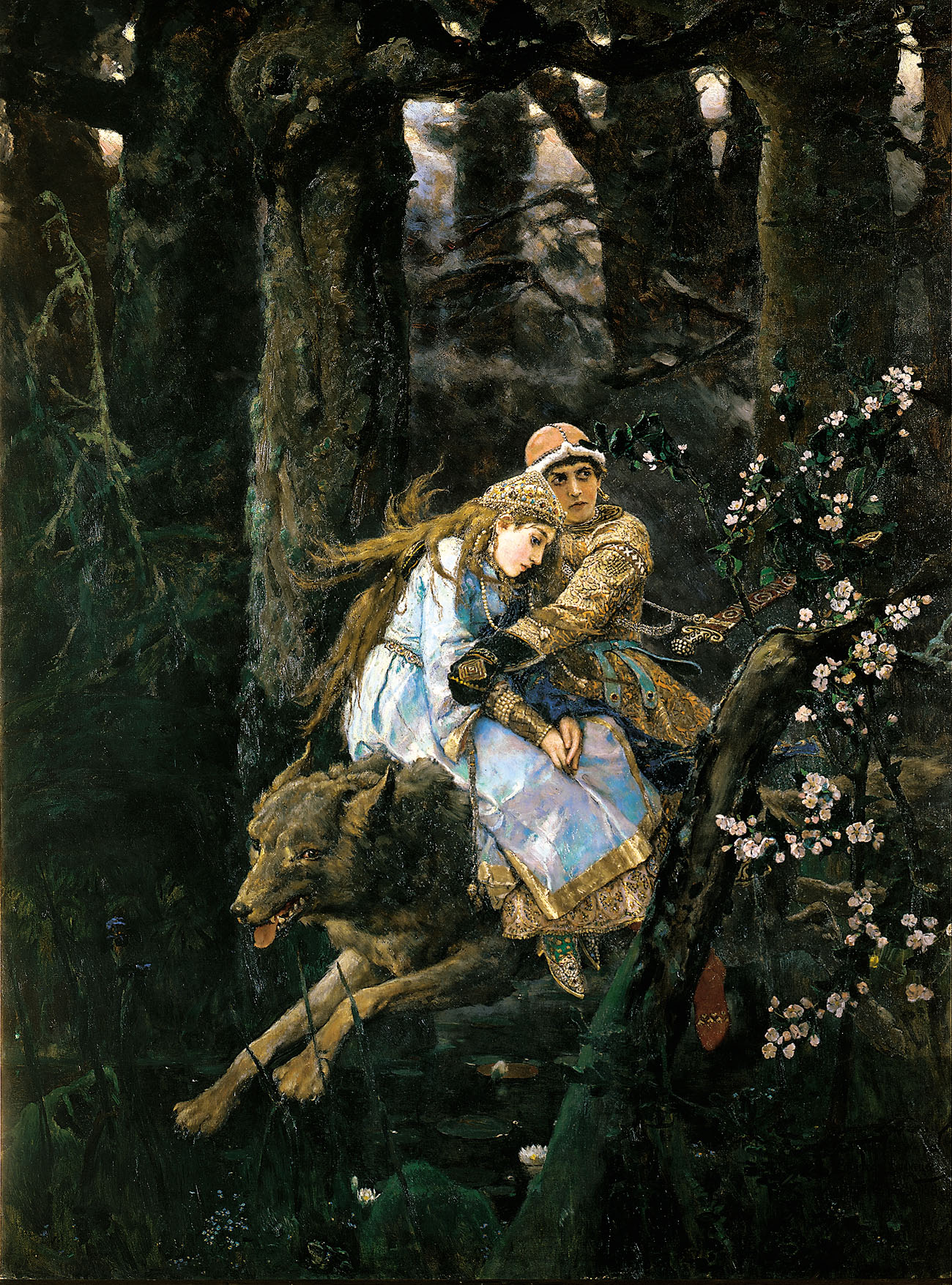
Le loup gris aide le tsarévitch Ivan dans le conte russe L’oiseau de feu.

Le donateur ou pourvoyeur désigne, dans un conte, un personnage-type qui aide (le plus souvent grâce à la magie) et teste le héros du conte. La Fée marraine est une bonne figure de donatrice. Ce personnage a été défini par Vladimir Propp dans Morphologie du conte.